# Hampton (Caroline du Sud)
Pour les articles homonymes, voir Hampton.
La ville de Hampton est le siège du comté de Hampton, situé en Caroline du Sud, aux États-Unis.

## Démographie
| 1880 | 1890 | 1900 | 1910 | 1920 | 1930 |
| ---- | ---- | ---- | ---- | ---- | ---- |
| 169  | 318  | 536  | 748  | 706  | 811  |

| 1940 | 1950  | 1960  | 1970  | 1980  | 1990  |
| ---- | ----- | ----- | ----- | ----- | ----- |
| 997  | 2 007 | 2 486 | 2 966 | 3 143 | 2 997 |

| 2000  | 2010  | - | - | - | - |
| ----- | ----- | - | - | - | - |
| 2 837 | 2 808 | - | - | - | - |